# Davide Bombardini
Davide Bombardini est un joueur de football italien, né le 21 juin 1974 à Faenza, dans la province de Ravenne, en Émilie-Romagne. 
Son poste de prédilection est milieu de terrain mais il fut un temps converti au poste de défenseur durant la saison 2008-2009.

## Clubs successifs
| Saison  | Club                    | Pays   |
| ------- | ----------------------- | ------ |
| 1991-92 | Imolese Calcio 1919     | Italie |
| 1992-93 | Imolese Calcio 1919     | Italie |
| 1993-94 | Pise Calcio             | Italie |
| 1994-95 | Castel di Sangro Calcio | Italie |
| 1995-96 | Virtus Lanciano         | Italie |
| 1996-97 | FC Sporting Benevento   | Italie |
| 1997-98 | Reggina Calcio          | Italie |
| 1998-98 | Atletico Catania        | Italie |
| 1998-99 | Reggina Calcio          | Italie |
| 1999-99 | AS Acireale             | Italie |
| 1999-00 | US Palerme              | Italie |
| 2000-01 | US Palerme              | Italie |
| 2001-02 | US Palerme              | Italie |
| 2002-03 | AS Rome                 | Italie |
| 2003-04 | Salernitana Sport       | Italie |
| 2004-05 | Salernitana Sport       | Italie |
| 2005-06 | Atalanta Bergame        | Italie |
| 2006-07 | Atalanta Bergame        | Italie |
| 2007-08 | Bologne FC              | Italie |
| 2008-09 | Bologne FC              | Italie |
| 2009-10 | Bologne FC              | Italie |
| 2010    | UC Albinoleffe          | Italie |

## Palmarès
- 2006 - Champion de Série B (D2)
- 2003 - Finaliste de la Coupe d'Italie
- 2001 - Champion de Série C1 (D3-Groupe B)